# Vicious Lips
Vicious Lips (titlu original: Vicious Lips, cunoscut și ca Pleasure Planet sau Lunar Madness) este un film american muzical SF de groază din 1986 regizat de Albert Pyun. Rolurile principale au fost interpretate de actorii Linda Kerridge, Angela O'Neill și Jeff Yesko.

## Prezentare
Cândva, într-un viitor îndepărtat, o trupă punk pe cale de afirmare are ocazia de a deveni notabilă, dacă poate ajunge la timp pe o planetă îndepărtată pentru a cânta într-un club foarte popular.

## Distribuție
- Dru-Anne Perry - Judy Jetson
- Gina Calabrese -  Bree Syn
- Linda Kerridge - Wynzi Krodo
- Shayne Farris -  Mandaa Uueu
- Anthony Kentz - Matty Asher (ca Tony Kientiz)
- Christian Andrews - Milo - the Venusian Beast (ca - Chris Andrews)
- Mary-Anne Graves - Maxine Mortogo